# 沃洛達爾斯科耶

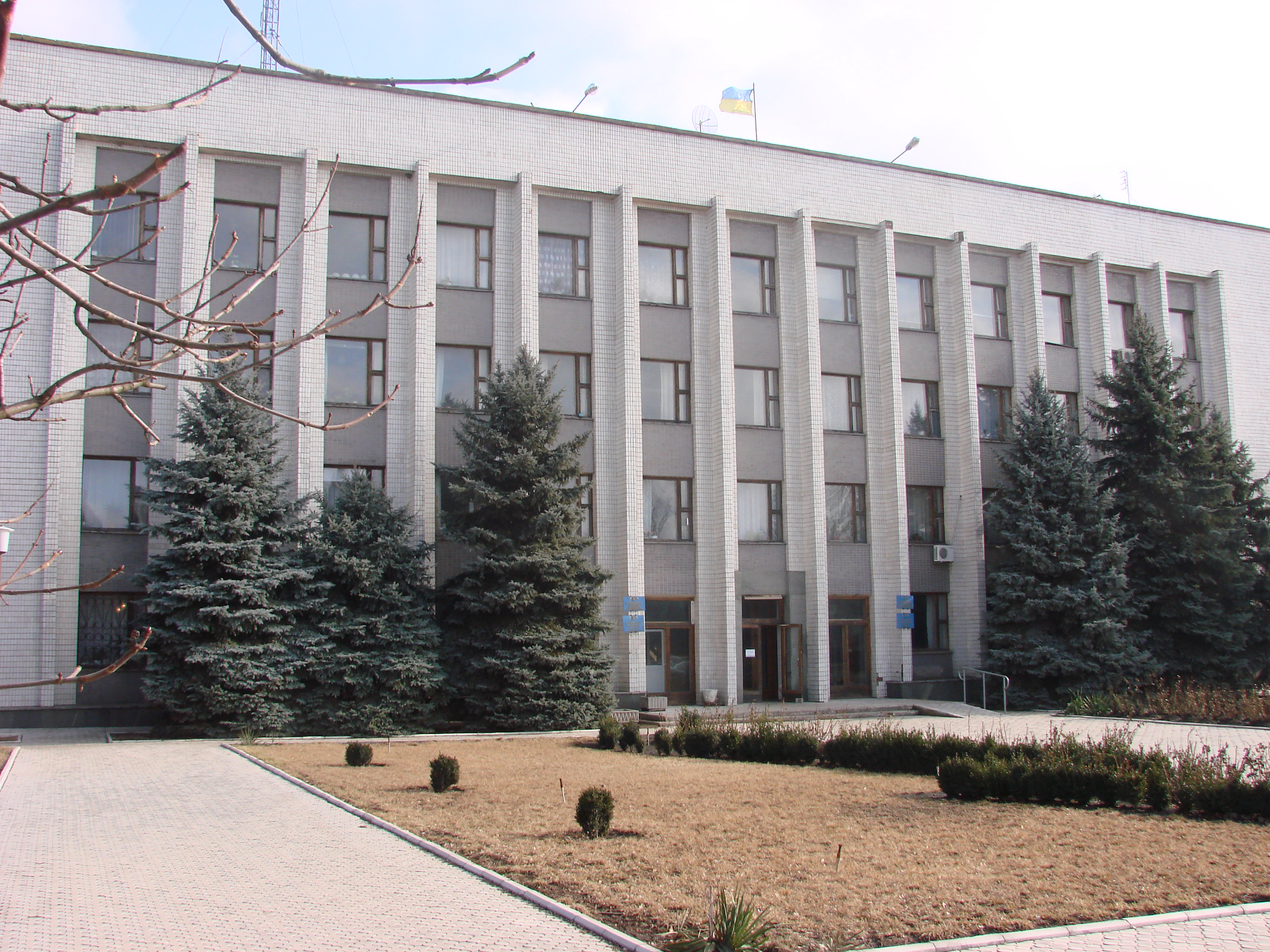

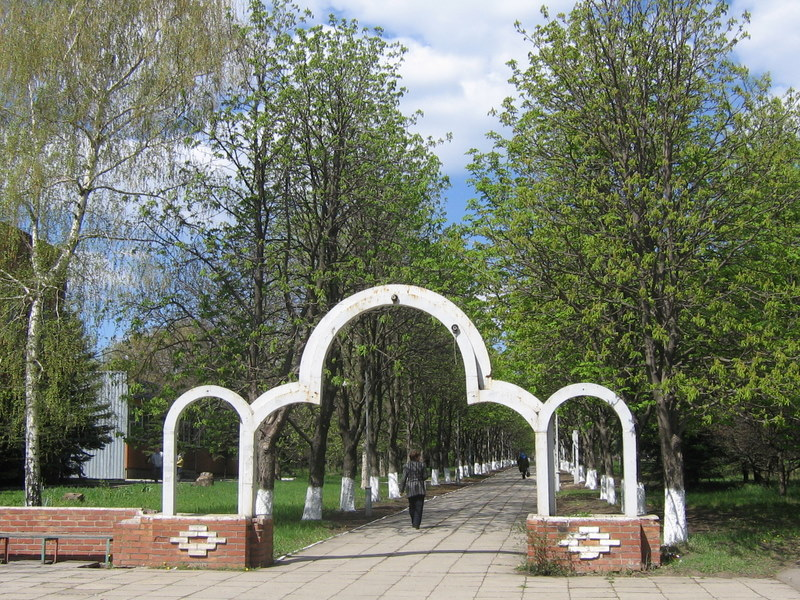

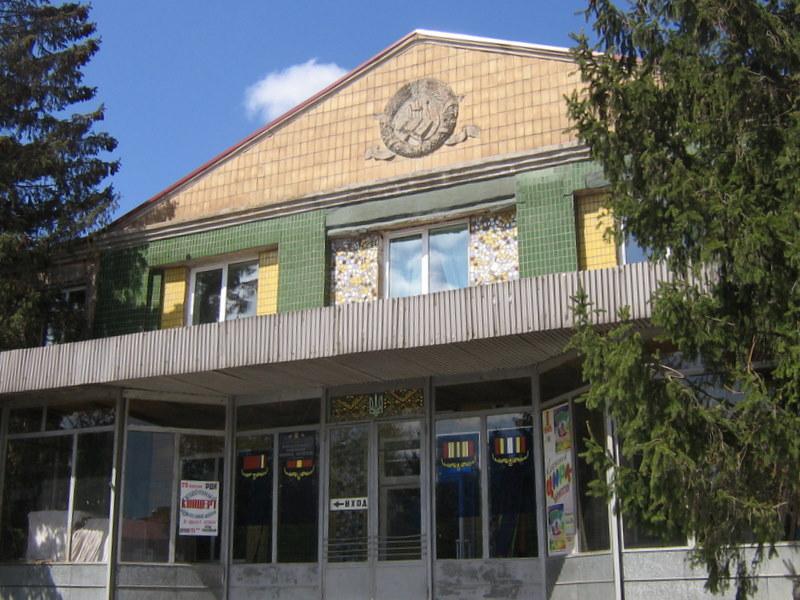

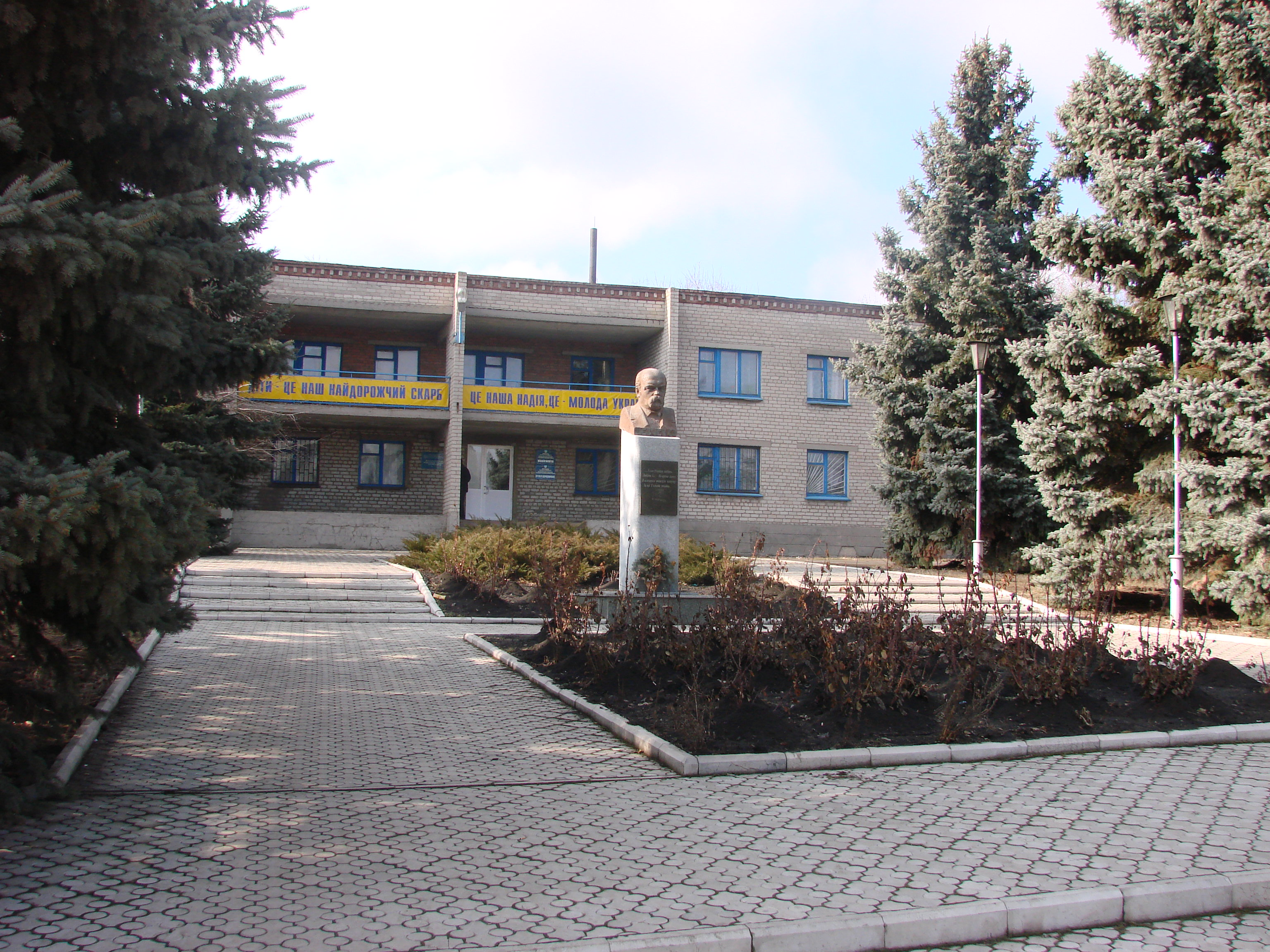

米基利斯凯（羅馬化：Mykilske），俄占当局称为沃洛达尔斯科耶，是烏克蘭東部頓涅茨克州马里乌波尔区尼科利斯凱市鎮的鎮，實際上為俄羅斯占領下的頓涅茨克人民共和國沃洛达尔斯科耶区的市級鎮。亦曾為尼科利斯凱區於2020年被撤消前的行政中心。始建於1831年，海拔高度131米，2011年人口8,539。

## 历史
建村初期曾用名为格拉德基（俄语：Гладкий）、尼科利斯凯（烏克蘭語：Нікольське；2016年前），十月革命后为纪念布尔什维克党活动家沃洛达尔斯基而改名为沃洛达尔斯科耶，1965年升为市级镇；镇里拥有一座文化宫和六座图书馆。2016年在乌克兰去共化浪潮中改回尼科利斯凯。
俄罗斯入侵乌克兰期间，该地于2022年初被顿涅茨克人民共和国占领，俄占当局将该地的地名改回沃洛达尔斯科耶。2024年9月19日乌克兰最高拉达将此镇改名为米基利斯凯。